# Persone di nome Giuseppe/Calciatori
| Questa pagina contiene informazioni ricavate automaticamente dalle voci biografiche con l'ausilio del template Bio e di un bot. L'aggiornamento è periodico e automatico e ricostruisce completamente la pagina. Se manca una persona in questa lista, sei pregato di non aggiungerla, ma accertati piuttosto che la sua voce biografica contenga il template Bio e che i dati anagrafici siano correttamente compilati. Se il template Bio manca, inseriscilo tu stesso o, in alternativa, metti l'avviso {{tmp\|Bio}} che ne segnala la mancanza. Se i dati riportati sono sbagliati, correggi direttamente la voce biografica; le modifiche saranno visibili in questa lista entro pochi giorni. Per chiarimenti vedi il progetto antroponimi. La lista contiene solo le 333 persone che sono citate nell'enciclopedia e per le quali è stato implementato correttamente il template Bio. Pagina aggiornata al 6 ago 2025. |

Questa è una lista di persone presenti nell'enciclopedia che hanno il nome Giuseppe e sono calciatori.

## A(20)
- Giuseppe Abruzzese, ex calciatore italiano (Andria, n. 1981)
- Giuseppe Agù, calciatore italiano (Vercelli, n. 1911 - Torino, † 1968)
- Giuseppe Aimi, calciatore italiano (Borgo San Donnino, n. 1899)
- Giuseppe Albani, calciatore e allenatore di calcio italiano (Cava Manara, n. 1921 - Pavia, † 1989)
- Giuseppe Aliberti, calciatore e allenatore di calcio italiano (Torino, n. 1901 - Torino, † 1956)
- Giuseppe Aliprandi, calciatore italiano (Crema, n. 1923)
- Giuseppe Ambrosino, calciatore italiano (Procida, n. 2003)
- Giuseppe Anaclerio, ex calciatore italiano (Bari, n. 1974)
- Giuseppe Andrei, calciatore e allenatore di calcio italiano (Carrara, n. 1910)
- Giuseppe Antonaccio, ex calciatore italiano (Norimberga, n. 1972)
- Giuseppe Antonazzi, calciatore italiano
- Giuseppe Antonelli, calciatore italiano (Lussinpiccolo, n. 1909)
- Giuseppe Antonini, calciatore e allenatore di calcio italiano (Verona, n. 1914 - Verona, † 1989)
- Giuseppe Aquaro, calciatore svizzero (Baden, n. 1983)
- Giuseppe Arese, calciatore italiano
- Giuseppe Arezzi, calciatore italiano (Pontecurone, n. 1917 - Pavia, † 1990)
- Giuseppe Arnoldi, calciatore italiano (Saronno, n. 1908 - Saronno, † 1985)
- Giuseppe Asti, calciatore italiano (Somaglia, n. 1891 - Casteggio, † 1965)
- Giuseppe Aurelio, calciatore italiano (Bracciano, n. 2000)
- Giuseppe Azzimonti, calciatore italiano

## B(39)
- Giuseppe Baccilieri, calciatore italiano (San Pietro in Casale, n. 1902 - Bologna, † 1971)
- Giuseppe Bacher, ex calciatore italiano (Ponte Gardena, n. 1942)
- Giuseppe Bagliani, calciatore italiano (Genova, n. 1930 - Tortona, † 2001)
- Giuseppe Bagnato, ex calciatore italiano (Bagnara Calabra, n. 1960)
- Giuseppe Baiocchi, calciatore e allenatore di calcio italiano (Lucca, n. 1923 - Bologna, † 2012)
- Giuseppe Baldi, calciatore italiano (Zurigo, n. 1905 - Reggio Emilia, † 1945)
- Giuseppe Baldini, calciatore e allenatore di calcio italiano (Russi, n. 1922 - Genova, † 2009)
- Giuseppe Baldo, calciatore e dirigente sportivo italiano (Piombino Dese, n. 1914 - Montecatini Terme, † 2007)
- Giuseppe Ballerio, calciatore italiano (Milano, n. 1909 - Milano, † 1999)
- Giuseppe Barale, calciatore italiano
- Giuseppe Barbi, calciatore italiano
- Giuseppe Barbieri, ex calciatore italiano (Castelfranco Emilia, n. 1934)
- Giuseppe Barcella, calciatore italiano (Nembro, n. 1910 - Nembro, † 1966)
- Giuseppe Baresi, ex calciatore italiano (Travagliato, n. 1958)
- Giuseppe Bazzeghin, calciatore italiano (Venezia, n. 1897 - Venezia, † 1945)
- Giuseppe Bazzell, calciatore italiano (Pisa, n. 1906)
- Giuseppe Bellusci, calciatore italiano (Trebisacce, n. 1989)
- Giuseppe Bergamini, ex calciatore italiano (Bondeno, n. 1935)
- Giuseppe Bergomi, ex calciatore italiano (Milano, n. 1963)
- Giuseppe Bertuzzi, calciatore italiano (San Giovanni in Persiceto, n. 1906 - San Giovanni in Persiceto, † 1976)
- Giuseppe Bigogno, calciatore e allenatore di calcio italiano (Albizzate, n. 1909 - Firenze, † 1978)
- Giuseppe Biondi, calciatore italiano (Rivarolo, n. 1907 - † 1976)
- Peppino Bocchio, calciatore italiano (Litta Parodi, n. 1933 - † 2005)
- Giuseppe Bolognesi, calciatore italiano (Livorno, n. 1908 - † 1990)
- Giuseppe Bona, calciatore italiano
- Giuseppe Bongiovanni, calciatore e arbitro di calcio italiano (Spinetta Marengo, n. 1886 - Torino, † 1915)
- Giuseppe Boni, calciatore italiano
- Giuseppe Bonini, calciatore italiano (Staranzano, n. 1911)
- Giuseppe Bortolotti, calciatore e allenatore di calcio italiano (Ferrara, n. 1930 - Copparo, † 2011)
- Giuseppe Bosco, calciatore italiano (Manzano, n. 1932 - Manzano, † 2022)
- Giuseppe Bossi, calciatore svizzero (n. 1911)
- Giuseppe Braccini, calciatore italiano (Livorno, n. 1921)
- Giuseppe Bressani, ex calciatore italiano (Nimis, n. 1952)
- Giuseppe Brizi, calciatore e allenatore di calcio italiano (Macerata, n. 1942 - Macerata, † 2022)
- Giuseppe Broggi, ex calciatore italiano (Milano, n. 1939)
- Giuseppe Brognoli, ex calciatore italiano (Borgo San Giacomo, n. 1939)
- Giuseppe Bruscolotti, ex calciatore e dirigente sportivo italiano (Sassano, n. 1951)
- Giuseppe Bucchia, calciatore italiano (n. 1910 - † 2002)
- Giuseppe Bussi, calciatore e allenatore di calcio italiano (Arzago d'Adda, n. 1921 - Treviglio, † 2018)

## C(46)
- Giuseppe Cadé, calciatore italiano (Zanica, n. 1934 - Zanica, † 2007)
- Giuseppe Cadregari, calciatore italiano (Crema, n. 1919 - Crema, † 1990)
- Giuseppe Cafasso, ex calciatore italiano (Torino, n. 1929)
- Giuseppe Cagnina, calciatore italiano (Alessandria, n. 1900 - Alessandria, † 1978)
- Giuseppe Caleri, calciatore italiano (Bassano del Grappa, n. 1922)
- Giuseppe Calvi, calciatore italiano (Torino, n. 1901 - Torino, † 1995)
- Giuseppe Calzolari, calciatore italiano (San Felice sul Panaro, n. 1934 - San Felice sul Panaro, † 2005)
- Giuseppe Cammilli, calciatore italiano (Cecina, n. 1919)
- Giuseppe Campione, calciatore italiano (Carbonara di Bari, n. 1973 - Ferrara, † 1994)
- Giuseppe Candurra, calciatore italiano (Palermo, n. 1932 - Corleone, † 2020)
- Giuseppe Cangiullo, calciatore italiano
- Giuseppe Capra, calciatore italiano (Alessandria, n. 1902 - Alessandria, † 1979)
- Giuseppe Cardano, ex calciatore italiano (Oleggio, n. 1926)
- Giuseppe Carissimi, calciatore italiano (Cornigliano, n. 1920 - Genova, † 1999)
- Giuseppe Carriero, calciatore italiano (Desio, n. 1997)
- Giuseppe Casari, calciatore italiano (Martinengo, n. 1922 - Seriate, † 2013)
- Giuseppe Casati, calciatore italiano (Sesto San Giovanni, n. 1918)
- Giuseppe Caso, calciatore italiano (Torre Annunziata, n. 1998)
- Giuseppe Castelli, calciatore italiano (Milano, n. 1919 - Milano, † 1971)
- Giuseppe Castelli, calciatore italiano (Pavia, n. 1920 - † 1984)
- Giuseppe Castellini, calciatore italiano (La Spezia, n. 1918 - La Spezia, † 1975)
- Giuseppe Castiglione, ex calciatore italiano (Grotte, n. 1970)
- Giuseppe Castruccio, calciatore, diplomatico e militare italiano (Genova, n. 1887 - Genova, † 1985)
- Giuseppe Catalani, ex calciatore italiano (Arezzo, n. 1933)
- Giuseppe Cattaneo, ex calciatore italiano (Rovellasca, n. 1946)
- Giuseppe Cattaneo, calciatore italiano
- Giuseppe Cavadini, ex calciatore italiano (Ponte Chiasso, n. 1933)
- Giuseppe Cavagnero, calciatore italiano (Asti, n. 1924 - Torino, † 2000)
- Giuseppe Cavanna, calciatore italiano (Vercelli, n. 1905 - Vercelli, † 1976)
- Giuseppe Cavicchi, calciatore e allenatore di calcio italiano (n. 1920)
- Giuseppe Cellai, calciatore italiano (Viareggio, n. 1922 - Viareggio, † 1978)
- Giuseppe Cesaro, calciatore italiano (Altavilla Vicentina, n. 1915)
- Giuseppe Chiappella, calciatore e allenatore di calcio italiano (San Donato Milanese, n. 1924 - Milano, † 2009)
- Giuseppe Chiesa, calciatore e allenatore di calcio italiano (Zurigo, n. 1916)
- Giuseppe Chittolina, calciatore italiano (Vado Ligure, n. 1909 - Genova, † 1946)
- Giuseppe Clivio, calciatore italiano
- Giuseppe Collino, calciatore italiano (Torino, n. 1889 - Milano, † 1938)
- Giuseppe Colombo, ex calciatore italiano (Dormelletto, n. 1966)
- Giuseppe Comei, calciatore italiano (Foggia - Foggia)
- Giuseppe Cornara, calciatore italiano (Gamalero, n. 1908 - Alessandria, † 1996)
- Giuseppe Corradi, calciatore e allenatore di calcio italiano (Modena, n. 1932 - Lanzo, † 2002)
- Giuseppe Corti, calciatore italiano (Sesto San Giovanni, n. 1920)
- Giuseppe Cosma, ex calciatore italiano (Padova, n. 1940)
- Giuseppe Coverlizza, calciatore italiano (Trieste, n. 1914 - Trieste, † 1945)
- Giuseppe Cozzolino, calciatore italiano (San Gennaro Vesuviano, n. 1985)
- Giuseppe Cuomo, calciatore italiano (Vico Equense, n. 1998)

## D(13)
- Giuseppe D'Avino, calciatore italiano (Baiano, n. 1927 - Salerno, † 2011)
- Giuseppe Danese, calciatore italiano (Vicenza)
- Giuseppe De Gradi, ex calciatore e allenatore di calcio italiano (Casalpusterlengo, n. 1958)
- Giuseppe De Luca, calciatore italiano (Angera, n. 1991)
- Giuseppe De Marchi, calciatore italiano (Badia Polesine, n. 1916 - Legnago, † 1979)
- Giuseppe De Martino, ex calciatore italiano (Orta Nova, n. 1963)
- Giuseppe Del Zotto, ex calciatore italiano (Udine, n. 1943)
- Giuseppe Della Frera, calciatore italiano (Crema, n. 1924 - Crema, † 1988)
- Giuseppe Della Valle, calciatore italiano (Bologna, n. 1899 - Bologna, † 1975)
- Giuseppe Di Prisco, calciatore e politico italiano (Brescia, n. 1917 - † 1996)
- Giuseppe Di Serio, calciatore italiano (Trento, n. 2001)
- Giuseppe Doldi, ex calciatore italiano (Crema, n. 1950)
- Giuseppe Doria, calciatore italiano (Venezia, n. 1895 - Padova, † 1937)

## E(2)
- Giuseppe Eberle, calciatore e allenatore di calcio italiano (Torrebelvicino, n. 1922)
- Giuseppe Erba, ex calciatore italiano (Treviglio, n. 1959)

## F(19)
- Giuseppe Fabris, calciatore italiano (Thiene, n. 1936 - † 2013)
- Giuseppe Facoetti, calciatore italiano (Orio al Serio, n. 1902)
- Giuseppe Fagni, ex calciatore italiano (Larciano, n. 1950)
- Giuseppe Farina, calciatore italiano (Recanati, n. 1927 - Recanati, † 1995)
- Giuseppe Fenoglio, calciatore italiano (Pietra Marazzi, n. 1908 - Alessandria, † 1940)
- Giuseppe Ferrari, calciatore italiano
- Giuseppe Carlo Ferrari, calciatore e allenatore di calcio italiano (Modena, n. 1910 - † 1987)
- Giuseppe Ferrari, calciatore italiano (Rivarolo Ligure, n. 1913 - Siracusa, † 1943)
- Giuseppe Ferrero, ex calciatore italiano (Torino, n. 1942)
- Giuseppe Ferrino, calciatore italiano (Pontestura, n. 1890 - † 1918)
- Giuseppe Fiammenghi, calciatore italiano (Milano, n. 1912)
- Giuseppe Fioranti, calciatore italiano (Dignano d'Istria, n. 1888 - Torino, † 1969)
- Giuseppe Focosi, calciatore italiano (Firenze, n. 1904 - Firenze, † 1950)
- Giuseppe Formaggio, calciatore italiano
- Giuseppe Formica, calciatore italiano (Gardone Val Trompia, n. 1928 - † 2006)
- Giuseppe Fornaciari, calciatore italiano (Augusta, n. 1967 - Augusta, † 2025)
- Giuseppe Fossati, calciatore italiano (Milano, n. 1894 - Milano, † 1983)
- Giuseppe Furino, ex calciatore e dirigente sportivo italiano (Palermo, n. 1946)
- Giuseppe Fusi, ex calciatore italiano (Sesto San Giovanni, n. 1947)

## G(29)
- Giuseppe Gabaglio, calciatore italiano
- Giuseppe Gaggiotti, calciatore italiano (Brescia, n. 1925 - San Secondo Parmense, † 2007)
- Giuseppe Gagliardi, ex calciatore italiano (Pioraco, n. 1935)
- Giuseppe Galimberti, calciatore italiano (Milano, n. 1903)
- Giuseppe Gallo, calciatore italiano (Castellammare di Stabia, n. 1940 - Rivoli, † 1990)
- Giuseppe Galluzzi, calciatore e allenatore di calcio italiano (Firenze, n. 1903 - Firenze, † 1973)
- Giuseppe Galtarossa, ex calciatore e dirigente sportivo italiano (Padova, n. 1938)
- Giuseppe Galvanin, ex calciatore italiano (Vicenza, n. 1938)
- Giuseppe Gamba, calciatore italiano (Biella, n. 1909)
- Giuseppe Gandini, calciatore italiano (Alessandria, n. 1900 - Alessandria, † 1989)
- Giuseppe Gaspari, calciatore italiano (Ascoli Piceno, n. 1932 - Senigallia, † 2025)
- Giuseppe Geigerle, calciatore italiano (Monfalcone, n. 1909 - † 1990)
- Giuseppe Gerbi, calciatore italiano (Bientina, n. 1912 - Napoli, † 1993)
- Giuseppe Germani, calciatore e arbitro di calcio italiano (Ceneselli, n. 1896 - Trieste, † 1978)
- Giuseppe Ghiglione, calciatore italiano (Genova, n. 1895 - Novi Ligure, † 1981)
- Giuseppe Giacone, calciatore italiano (Asti, n. 1900 - Torino, † 1964)
- Giuseppe Giordano, calciatore italiano
- Giuseppe Giorgino, calciatore italiano (Lecce, n. 1925 - Lecce, † 2011)
- Giuseppe Girani, calciatore e allenatore di calcio italiano (Venezia, n. 1897 - Venezia, † 1951)
- Giuseppe Giustacchini, calciatore italiano (Milano, n. 1900 - Bologna, † 1974)
- Giuseppe Gobetti, calciatore italiano (Torino, n. 1909 - Avigliana, † 1956)
- Giuseppe Gola, calciatore italiano (Chieri, n. 1904)
- Giuseppe Grabbi, calciatore italiano (Torino, n. 1901 - Alassio, † 1970)
- Giuseppe Greco, ex calciatore italiano (Palermo, n. 1983)
- Giuseppe Grezar, calciatore italiano (Trieste, n. 1918 - Superga, † 1949)
- Giuseppe Grillo, calciatore italiano (Alessandria, n. 1911)
- Giuseppe Guarneri, calciatore italiano (Brescia, n. 1924)
- Giuseppe Guerini, ex calciatore italiano (Montodine, n. 1958)
- Guidotti, calciatore italiano (n. 1898)

## H(1)
- Giuseppe Hess, calciatore e dirigente sportivo italiano (Torino, n. 1885 - Torino, † 1967)

## L(11)
- Giuseppe Liuzzi, calciatore italiano (Arta Terme, n. 1899 - Udine, † 1985)
- Giuseppe Lobianco, calciatore italiano (Bacoli, n. 1900 - Napoli, † 1980)
- Giuseppe Loiacono, calciatore italiano (Bari, n. 1991)
- Giuseppe Lombardini, calciatore italiano (Busto Arsizio, n. 1908)
- Giuseppe Longoni, calciatore e allenatore di calcio italiano (Seregno, n. 1942 - Seregno, † 2006)
- Giuseppe Lorenzetti, calciatore italiano (Roma, n. 1948 - Roma, † 2013)
- Giuseppe Lorenzo, ex calciatore e allenatore di calcio italiano (Catanzaro, n. 1964)
- Giuseppe Lubatti, calciatore italiano (Torino - Milano, † 1938)
- Giuseppe Luceri, ex calciatore italiano (San Donato di Lecce, n. 1969)
- Giuseppe Lunghi, calciatore italiano (Milano, n. 1896 - Lonate Pozzolo, † 1994)
- Luciano Lupi, calciatore e allenatore di calcio italiano (Sestri Ponente, n. 1923 - † 2002)

## M(40)
- Giuseppe Macchi, calciatore italiano (Novara, n. 1921 - Torino, † 2011)
- Giuseppe Madini, calciatore e allenatore di calcio italiano (Milano, n. 1923 - Sanremo, † 1998)
- Giuseppe Maina, calciatore italiano (Torino, n. 1908 - Torino, † 1942)
- Giuseppe Mainardi, calciatore e allenatore di calcio italiano (San Pietro Mosezzo, n. 1919 - † 1979)
- Giuseppe Malavasi, calciatore italiano (Bologna, n. 1938 - Bologna, † 2019)
- Giuseppe Malerbi, calciatore italiano (Viareggio, n. 1911 - Viareggio, † 2004)
- Giuseppe Mancini, calciatore italiano (Roma, n. 1920)
- Giuseppe Manfreda, ex calciatore svizzero (Mesoraca, n. 1969)
- Giuseppe Marchetto, calciatore italiano (Caselle Torinese, n. 1931 - Brossasco, † 2006)
- Giuseppe Marchetto, calciatore italiano (n. 1921 - † 1975)
- Giuseppe Marchi, calciatore e allenatore di calcio italiano (Reggio nell'Emilia, n. 1904 - Fiorenzuola d'Arda, † 1967)
- Giuseppe Marchioro, ex calciatore e allenatore di calcio italiano (Milano, n. 1936)
- Giuseppe Marchisotti, calciatore italiano (Sampierdarena)
- Giuseppe Margarita, calciatore italiano (Michalovce, n. 1921)
- Giuseppe Marino, ex calciatore italiano (Palermo, n. 1969)
- Giuseppe Marmiroli, calciatore italiano (Suzzara, n. 1920 - Suzzara, † 2015)
- Giuseppe Marozzi, ex calciatore italiano (Porto Sant'Elpidio, n. 1960)
- Giuseppe Martelli, calciatore italiano (Molinella, n. 1901 - Bologna, † 1992)
- Giuseppe Mascheroni, ex calciatore italiano (Villanterio, n. 1954)
- Giuseppe Maschi, ex calciatore italiano (Verona, n. 1944)
- Giuseppe Massa, calciatore italiano (Napoli, n. 1948 - Napoli, † 2017)
- Giuseppe Mastinu, calciatore italiano (Sassari, n. 1991)
- Giuseppe Materazzi, ex calciatore, allenatore di calcio e dirigente sportivo italiano (Arborea, n. 1946)
- Giuseppe Mazzarelli, ex calciatore svizzero (Uster, n. 1972)
- Giuseppe Meazza, calciatore, allenatore di calcio e dirigente sportivo italiano (Milano, n. 1910 - Lissone, † 1979)
- Giuseppe Meraviglia, ex calciatore italiano (Verdello, n. 1942)
- Giuseppe Mettica, calciatore italiano (Robecco sul Naviglio, n. 1919 - Milano, † 2003)
- Giuseppe Milano, calciatore e allenatore di calcio italiano (Revere, n. 1887 - Vercelli, † 1971)
- Giuseppe Minaudo, ex calciatore italiano (Mazara del Vallo, n. 1967)
- Giuseppe Molina, calciatore italiano (Novara, n. 1922 - Novara, † 2011)
- Giuseppe Moncada, calciatore italiano (Palermo, n. 1914)
- Giuseppe Monetti, calciatore italiano (Novara, n. 1893)
- Giuseppe Monticone, calciatore italiano (Ferrere d’Asti, n. 1900 - Torino, † 1924)
- Giuseppe Morando, calciatore italiano (Torino, n. 1894 - Torino, † 1939)
- Giuseppe Moro, calciatore e allenatore di calcio italiano (Carbonera, n. 1921 - Porto Sant'Elpidio, † 1974)
- Giuseppe Morosi, ex calciatore italiano (Agliana, n. 1942)
- Giuseppe Morsoletto, calciatore italiano (Vicenza)
- Giuseppe Mortarotti, calciatore italiano (Valduggia, n. 1903 - Torino, † 1973)
- Giuseppe Moschioni, ex calciatore italiano (Cividale del Friuli, n. 1936)
- Giuseppe Muzzioli, calciatore italiano (Bologna, n. 1904 - Bologna, † 1941)

## N(4)
- Giuseppe Negretti, calciatore italiano (Milano, n. 1904)
- Giuseppe Norsa, calciatore italiano (Milano, n. 1898 - Milano, † 1982)
- Giuseppe Novellino, ex calciatore e allenatore di calcio italiano (San Paolo, n. 1959)
- Giuseppe Nuoto, ex calciatore italiano (Gaeta, n. 1930)

## O(1)
- Giuseppe Orlando, calciatore italiano (Bari, n. 1938 - Castiglione Olona, † 2023)

## P(24)
- Giuseppe Pagni, calciatore italiano (Milano, n. 1914)
- Giuseppe Panico, calciatore italiano (Ottaviano, n. 1997)
- Giuseppe Papadopulo, ex calciatore e allenatore di calcio italiano (Casale Marittimo, n. 1948)
- Giuseppe Pappalettera, ex calciatore italiano (Trani, n. 1940)
- Giuseppe Parodi, calciatore italiano (Vercelli, n. 1892 - Vercelli, † 1984)
- Giuseppe Pasino, calciatore italiano (Valmacca, n. 1907)
- Giuseppe Patrucco, ex calciatore italiano (Torino, n. 1932)
- Giuseppe Pavan, calciatore italiano (Venezia, n. 1913)
- Giuseppe Peretta, ex calciatore italiano (Vercelli, n. 1941)
- Giuseppe Persi, calciatore italiano (Trieste, n. 1924 - † 2012)
- Giuseppe Peruchetti, calciatore, allenatore di calcio e partigiano italiano (Gardone Val Trompia, n. 1907 - Gardone Val Trompia, † 1995)
- Giuseppe Pezzella, calciatore italiano (Napoli, n. 1997)
- Giuseppe Piasentin, calciatore italiano (Dolo, n. 1903 - Dolo, † 1933)
- Giuseppe Picella, ex calciatore italiano (L'Aquila, n. 1945)
- Giuseppe Pirandello, calciatore italiano (Palermo, n. 1902 - Napoli, † 1928)
- Giuseppe Pironi, calciatore italiano (Milano, n. 1896)
- Giuseppe Polo, calciatore italiano (Donada, n. 1922)
- Giuseppe Pomati, calciatore italiano (Codogno, n. 1932 - † 1992)
- Giuseppe Porrino, calciatore italiano (Calvi Risorta, n. 1951 - Calvi Risorta, † 2021)
- Giuseppe Pozzo, calciatore italiano (Vercelli, n. 1920)
- Giuseppe Prestia, calciatore italiano (Palermo, n. 1993)
- Giuseppe Preti, calciatore italiano
- Giuseppe Puerari, calciatore e partigiano italiano (Cremona, n. 1900 - Kolašin, † 1944)
- Giuseppe Puglioli, calciatore italiano (Molinella, n. 1905 - Brescia, † 1982)

## R(22)
- Giuseppe Radaelli, calciatore italiano (Novate Milanese, n. 1932 - † 2020)
- Giuseppe Raggio, calciatore italiano (Genova, n. 1898 - Genova, † 1987)
- Giuseppe Raimondi, calciatore italiano (n. 1898)
- Giuseppe Rapetti, calciatore italiano (Alessandria, n. 1905 - Roma, † 1959)
- Giuseppe Rapisarda, ex calciatore svizzero (n. 1985)
- Giuseppe Recagno, calciatore e allenatore di calcio italiano (Varazze, n. 1937 - Varazze, † 2019)
- Giuseppe Regali, ex calciatore italiano (Belgioioso, n. 1948)
- Giuseppe Reina, ex calciatore tedesco (Unna, n. 1972)
- Giuseppe Rinaldi, calciatore italiano (Bazzano, n. 1922 - Bazzano, † 2006)
- Pino Rinetti, calciatore italiano
- Giuseppe Rizza, calciatore italiano (n. 1909)
- Giuseppe Rizzi, calciatore italiano (Verona, n. 1886 - Milano, † 1960)
- Giuseppe Rizzo, calciatore italiano (Messina, n. 1991)
- Giuseppe Roggia, calciatore italiano
- Giuseppe Romano, calciatore e allenatore di calcio italiano (Brescia, n. 1918 - Tempio Pausania, † 1965)
- Giuseppe Ronca, calciatore italiano (Colognola ai Colli, n. 1907)
- Giuseppe Rossetti, calciatore italiano (La Spezia, n. 1899 - Torino, † 1965)
- Giuseppe Rossi, ex calciatore statunitense (Teaneck, n. 1987)
- Giuseppe Rossini, calciatore italiano (Bari, n. 1986)
- Giuseppe Rossoni, calciatore italiano (Milano, n. 1900 - Aviano, † 1980)
- Giuseppe Rubini, calciatore italiano (Zola Predosa, n. 1899)
- Giuseppe Russo, ex calciatore italiano (Catania, n. 1983)

## S(21)
- Giuseppe Sabadini, ex calciatore e allenatore di calcio italiano (Sagrado, n. 1949)
- Giuseppe Saccone, calciatore e pittore italiano (Milano, n. 1918 - Bergamo, † 2001)
- Giuseppe Salerno, calciatore e allenatore di calcio italiano (Carlentini, n. 1930 - † 2023)
- Giuseppe Santamato, ex calciatore italiano (Bari, n. 1929)
- Giuseppe Santonico, calciatore italiano (Isola del Liri, n. 1944 - Isola del Liri, † 2024)
- Giuseppe Savoldi, ex calciatore e allenatore di calcio italiano (Gorlago, n. 1947)
- Giuseppe Scategni, calciatore e allenatore di calcio italiano (Taviano, n. 1911 - Roma, † 1963)
- Joe Schiraldi, ex calciatore italiano (Sannicandro di Bari, n. 1951)
- Giuseppe Scotti, calciatore italiano (Pavia)
- Giuseppe Sculli, ex calciatore italiano (Locri, n. 1981)
- Giuseppe Seccatore, calciatore italiano (Pezzana, n. 1901 - Gattinara, † 1986)
- Giuseppe Secchi, calciatore italiano (Concorezzo, n. 1931 - Concorezzo, † 2018)
- Giuseppe Sibilli, calciatore italiano (Napoli, n. 1996)
- Giuseppe Signori, ex calciatore italiano (Alzano Lombardo, n. 1968)
- Giuseppe Soldera, calciatore italiano (Milano, n. 1894 - Caporetto, † 1917)
- Giuseppe Soresina, calciatore italiano (Mantova, n. 1894 - Mantova, † 1975)
- Giuseppe Spalazzi, calciatore italiano (Agazzano, n. 1943 - Chiavari, † 2025)
- Giuseppe Spezzani, calciatore italiano (Sassuolo, n. 1930 - Reggio Emilia, † 2011)
- Giuseppe Spigno, calciatore italiano (Genova, n. 1906)
- Giuseppe Stasio, ex calciatore, ex giocatore di calcio a 5 e dirigente sportivo italiano (Napoli, n. 1960)
- Giuseppe Statella, calciatore italiano (Melito di Porto Salvo, n. 1988)

## T(17)
- Giuseppe Taglioretti, calciatore e allenatore di calcio italiano (Fagnano Olona, n. 1936 - Gallarate, † 2022)
- Giuseppe Tarella, calciatore e velocista italiano (Torino, n. 1883 - Torino, † 1968)
- Giuseppe Tarlao, calciatore italiano (Muggia, n. 1904 - Viareggio, † 1978)
- Giuseppe Terenzio, calciatore italiano (Milano, n. 1901)
- Giuseppe Terzano, calciatore italiano
- Giuseppe Testa, calciatore italiano
- Giuseppe Tinaglia, calciatore italiano (Palermo, n. 1912 - Palermo, † 1978)
- Giuseppe Tomasini, ex calciatore italiano (Palazzolo sull'Oglio, n. 1946)
- Giuseppe Tonello, calciatore e allenatore di calcio italiano (Pozzuolo del Friuli, n. 1916 - Palmanova, † 1985)
- Giuseppe Torriani, calciatore italiano (Milano, n. 1904 - Milano, † 1942)
- Giuseppe Torromino, calciatore italiano (Crotone, n. 1988)
- Giuseppe Tosi, calciatore italiano (Vercelli, n. 1900 - Legnano, † 1981)
- Giuseppe Totti, calciatore italiano (Verona, n. 1920 - Ascoli Piceno, † 1967)
- Giuseppe Tozzi, calciatore italiano
- Giuseppe Trenzani, calciatore italiano (Orzinuovi, n. 1924)
- Giuseppe Trivellini, calciatore italiano (Gottolengo, n. 1895 - Brescia, † 1977)
- Giuseppe Turino, calciatore italiano (San Michele, n. 1914 - † 1967)

## U(1)
- Giuseppe Unere, calciatore e allenatore di calcio italiano (San Damiano d'Asti, n. 1946 - Borgio Verezzi, † 2008)

## V(17)
- Giuseppe Vacca, calciatore italiano (n. 1906 - † 1982)
- Giuseppe Vairo, calciatore italiano (Felizzano, n. 1922 - Felizzano, † 1947)
- Giuseppe Valenti, calciatore e allenatore di calcio italiano (Viterbo, n. 1907 - Roma, † 1978)
- Giuseppe Valsecchi, ex calciatore e allenatore di calcio italiano (Spirano, n. 1945)
- Giuseppe Valà, ex calciatore italiano (Martinsicuro, n. 1949)
- Giuseppe Vannucci, calciatore italiano (Subbiano, n. 1917 - Tollegno, † 1975)
- Giuseppe Varoli, calciatore italiano (Ancona, n. 1915)
- Giuseppe Vavassori, calciatore e allenatore di calcio italiano (Rivoli, n. 1934 - Bologna, † 1983)
- Giuseppe Vay, calciatore italiano (Milano, n. 1911)
- Giuseppe Verk, calciatore italiano (Pola, n. 1910)
- Giuseppe Vescovo, calciatore italiano (Gorizia, n. 1922)
- Giuseppe Vielmi, calciatore italiano (Brescia, n. 1883 - Gussago, † 1968)
- Giuseppe Vignati, calciatore italiano (Legnano, n. 1908)
- Giuseppe Vigo, calciatore italiano (Pavia, n. 1917 - Kalinovik, † 1944)
- Giuseppe Virgili, calciatore e allenatore di calcio italiano (Udine, n. 1935 - Firenze, † 2016)
- Giuseppe Vives, calciatore italiano (Napoli, n. 1980)
- Giuseppe Volta, calciatore italiano (Casale Monferrato, n. 1903 - Casale Monferrato, † 1979)

## W(1)
- Giuseppe Wilson, calciatore e dirigente sportivo italiano (Darlington, n. 1945 - Roma, † 2022)

## Z(5)
- Giuseppe Zampano, calciatore italiano (Genova, n. 1993)
- Giuseppe Zandonà, ex calciatore italiano (Tripoli, n. 1955)
- Giuseppe Zaniboni, ex calciatore italiano (Stagno Lombardo, n. 1949)
- Giuseppe Zibetti, calciatore e allenatore di calcio italiano (Caravaggio, n. 1920 - † 2008)
- Giuseppe Zuccotti, calciatore italiano (Milano, n. 1916)